# La Ballade de Pern
Pour les articles homonymes, voir Pern (homonymie).
La Ballade de Pern ou cycle de Pern est une série de romans de science-fiction d'Anne McCaffrey, racontant à diverses époques la survie des colons de la planète Pern face à la menace des Fils. La nature féodale de la société décrite inscrit le cycle dans le sous-genre aux contours flous de la science fantasy.

## Résumé
Dans La Ballade de Pern, des chevaliers spécialement sélectionnés pour s'associer à des dragons cracheurs de feu préservent les colons du monde de Pern d'un organisme vorace et destructeur qui a la forme de filaments, d'où le nom qui lui est donné de « Fils ». Tous les deux cent cinquante ans environ, et de façon répétitive sur une période d'environ cinquante ans, les Fils tombent sur Pern en pluie. Ils viennent de l'espace et tombent lorsqu'une planète à l'orbite très excentrique nommée « Étoile rouge » par les Pernais s'approche de la planète.

## Généralités
Pern est une planète qui ressemble à la Terre. Peu riche en métaux et ressources précieuses et éloignée du centre de la galaxie, elle a été ouverte à la colonisation. Le groupe de colons envoyé sur Pern a le désir d'y créer une société égalitaire, agraire et sans industrialisation importante. La flore et la faune pernaises comportent plusieurs espèces intéressantes pour l'homme, notamment des « lézards de feu », créatures volantes qui ne sont pas sans rappeler les légendes sur les dragons terrestres.

L'arrivée imprévue des Fils va mettre la résistance et l'ingéniosité des colons à rude épreuve.

Sur Pern les années sont appelées « Révolutions » ou « cycles ».

Le système mis en place petit à petit ressemble beaucoup au système féodal.

## Le système pernais
À force d'adaptation sur des milliers d'années, les colons pernais ont créé une société adaptée à la particularité de la planète : les pluies de Fils. Cette menace sert de ciment à une société bien hiérarchisée.

### Les Fils
Organismes issus d'un nuage d'Oort dans les confins du système de Pern, ils sont entraînés dans le sillage d'un planétoïde lors de son passage dans le nuage et déversés sur Pern quand l'Étoile rouge — le planétoïde en question — s'en approche suffisamment, c’est-à-dire environ tous les deux cents ans. Les chutes se produisent alors pendant cinquante ans. Une fois arrivées dans l'atmosphère de Pern, les coques contenant les Fils s'échauffent et les libèrent. Ils tombent alors sous forme de filaments qui s'apparentent à des mycorhizes primitifs. Ils absorbent toute matière organique avec laquelle ils entrent en contact et s'y multiplient à très grande vitesse. Au contact de la peau, ils provoquent une sensation intense de brûlure et, si la personne survit, causent des cicatrices qui peinent à guérir. Seuls l'eau, le feu, le métal, la pierre et le froid intense peuvent les arrêter. Il suffit d'un Fil enterré pour ravager d'immenses surfaces de culture.

### Les Dragons

#### Fonction
Sur Pern, ils sont l'espèce indispensable à la survie de la population. Ils sont la seule et unique protection efficace de Pern contre les Fils. En broyant et en avalant de la Pierre de Feu, ces dragons provoquent dans leur deuxième estomac une réaction chimique produisant de la phosphine qui brûle au contact de l'air et ainsi calcine les Fils en plein vol.
Ils ont été créés par les premiers colons en modifiant génétiquement les « dragonnets », appelés aussi « lézards de feu » (voir L'Aube des dragons).

#### Caractéristiques physiques
Produits de l'ingénierie génétique des premiers colons à partir des lézards de feu, les dragons sont devenus le symbole de Pern.
Ils sont physiquement très grands, avec un long cou hérissé d'une crête cornée et une tête large à la mâchoire puissante. Leurs yeux possèdent plusieurs paupières et présentent des facettes, à la manière des yeux de certains insectes. Ils sont également légèrement lumineux et la couleur en est changeante, les nuances reflétant l'humeur de la bête. Enfin, ils tournent en permanence, la vitesse de rotation indiquant l'intensité de l'émotion. Ainsi, un dragon calme aura des yeux bleus tournant lentement, un dragon apeuré des yeux jaunes et la colère leur donne des teintes rouges. Enfin, contrairement à ce que le nom dragon ou lézard pourrait laisser entendre, les dragons sont des créatures à sang chaud et leur peau est faite de cuir épais et doux et non d'écailles.
Reprenant les caractéristiques des lézards de feu, les dragons sont ovipares et leur race est composée de plusieurs « sous-groupes » répartis par couleurs. Ainsi les mâles sont, du plus grand au plus petit, de robe bronze, brune ou bleue et les femelles dorées ou vertes. Les dragons les plus petits (verts, bleus et bruns) sont les plus nombreux. Chez les grands dragons, seules les femelles dorées sont fertiles, les vertes étant stérilisées par l'utilisation de la Pierre de Feu, ce qui est heureux vu leur sexualité active et le fait qu'une verte ne donne naissance qu'à d'autres verts. L'accouplement se produit en général entre une femelle dorée et un mâle bronze, le seul assez grand et résistant pour rattraper une reine dorée lors du vol nuptial. La reine pondra ensuite un certain nombre d'œufs (de 20 à 60) et les couvera sur du sable brûlant.
Les dragons sont des créatures amicales qui se lient pour la vie à un humain lors de la cérémonie de l’Empreinte. Un dragon et son chevalier, nommé chevalier-dragon, peuvent communiquer par télépathie, et les dragons peuvent également se parler mentalement entre eux. Quelques rares personnes sur Pern ont la capacité très estimée de parler à tous les dragons.

#### L’Empreinte
Lors de l'éclosion des œufs a lieu l'Empreinte. Le dragon nouveau-né choisit parmi les candidats présents celui (ou celle) qui deviendra son alter ego pour le reste de leur vie. Cette cérémonie est très émouvante et très prisée des Pernais. C'est également le seul moment dans sa vie où un dragon peut blesser un être humain, par maladresse principalement. Au moment de l'Empreinte, le dragon contacte « son » humain et lui communique son nom, qui finit toujours en « th ».

#### L’Interstice
Les dragons ont également une autre capacité précieuse : ils peuvent se déplacer sur tout Pern en un très court instant en passant par l’Interstice. Ce terme désigne un « lieu » vide, noir et extrêmement froid qui sert de point de passage obligé aux dragons lors de leurs téléportations. Pour se téléporter, il faut un dragon (le seul à pouvoir passer par l'Interstice) et projeter une image mentale précise du lieu où l'on désire se rendre. Les erreurs de calcul des jeunes chevaliers, que l'on appelle Aspirants, les amènent parfois à se tromper lors de leurs déplacements dans l'Interstice. Ils se retrouvent alors incrustés dans une montagne ou, tout simplement, ne ressortent jamais de l'Interstice.
Pendant le combat contre les Fils, l'Interstice est très utile car, outre les esquives, il permet grâce au froid de détruire les Fils qui auraient touché le chevalier ou sa monture.
L'Interstice est aussi synonyme de mort : quand un chevalier-dragon meurt, son dragon ne supportant pas la douleur de sa perte va dans l'Interstice et n'en ressort plus. De même, un chevalier et son dragon, pour cause de vieillesse ou de faiblesse, peuvent rester dans l'Interstice.
Par l'expérience certains chevaliers-dragons ont découvert qu'il leur était possible de se déplacer à la fois dans l'espace et dans le temps. Mais cette capacité est très surveillée car le voyage dans le temps est fatigant et provoque un sentiment de mal-être chez le chevalier. De plus, les conséquences possibles d'anomalies (paradoxes temporels) telles qu'une rencontre entre un chevalier et lui-même sont mal connues et considérées comme dangereuses.

### Les Weyrs
Le weyr est l'endroit où vivent les dragons. Pleinement occupés par l'entraînement de leurs dragons et par la lutte contre les Fils, les chevaliers-dragons ont choisi de s'installer dans des lieux écartés peu intéressants pour la culture ou l'élevage. La plupart des Weyrs se trouvent ainsi dans des cratères de volcans éteints. Pour accroître leur efficacité, les weyrs se sont organisés au fil des siècles selon un schéma que l'on retrouve dans chacun d'eux. Un weyr se compose ainsi des chevaliers-dragons, voués à leurs bêtes et à leurs entraînements, et d'une intendance, chargée de régler tous les problèmes annexes tels que l'approvisionnement en vivre, leur stockage et leur préparation. Le ravitaillement est financé par la dîme que leur payent les seigneurs en échange de la protection contre les Fils. Le weyr est dirigé par un couple, le chef et la dame du weyr. Ceux-ci sont désignés non par leurs pairs mais par les dragons. C'est en effet la compagne de la reine dragon dominante (c'est-à-dire de la Dorée la plus âgée) qui est la dame du Weyr. Et c'est le chevalier maître du Bronze qui couvre la reine qui devient le chef. Dans les faits, un chevalier que tout le monde veut voir à la place du chef le devient souvent, mais ce sont tout de même les dragons qui décident finalement.

Les combattants sont organisés en escadrilles, sous-groupes composés de toutes les couleurs de dragons sauf les dorés, ce qui permet de mieux répartir les forces lors des chutes.

### Les Forts
Les grands forts principaux sont assez peu nombreux sur Pern. Ils ont souvent sous leur responsabilité des forts plus petits qui forment une entité un peu à la manière d'un canton ou d'un département, en moins étendu. Dans chaque fort, principal ou  plus petit, se trouve un seigneur chargé de faire régner l'ordre et la sécurité pour tous. Compte tenu de la menace des Fils, il est très important que cette personne soit consciente de ses responsabilités envers ses sujets. Le choix du seigneur, de démocratique à l'arrivée des colons, est devenu héréditaire au cours du temps. Les forts, en fonction de leur emplacement ou de leurs ressources, ont développé des productions particulières, rendant la mise en place d'un commerce continental indispensable pour une bonne répartition des richesses et des connaissances.

### Les Ateliers
Les Ateliers d'art et d'artisanat sont indépendants. Ils sont dirigés par un maître de guilde qui décide de la politique de son corps de métier. Les maîtres de guilde ont le même statut que les Seigneurs des forts.

La guilde des Harpistes a un rôle important dans la transmission du savoir. Leur caste a été créée délibérément afin de pallier l'absence de moyens d'enregistrement pérennes. Ils transmettent le savoir du passé, en particulier celui concernant les chutes des Fils et les façons de les combattre, au moyen des Ballades d'Enseignement. Ils servent également souvent d'arbitres, de chroniqueurs et de conseillers auprès des seigneurs des forts.
Au niveau du lexique, certains néologismes apparaissent, comme le klah, boisson à base de graines de plantes, les paniers de brandons, source de lumière sur laquelle Anne McCaffrey ne donne guère d'informations, ou le fellis, plante qui serait l'équivalent de l'aspirine avec une fonction anesthésiante.

## Chronologie
Avant l'atterrissage
- Première Reconnaissance P.E.R.N.(Chronique de PERN)

1er Passage
- L'Aube des dragons
- La Cloche des Dauphins (Chronique de Pern)
- Le Fort de Red Hanrahan (Chronique de Pern)
- Le Deuxième Weyr (Chronique de Pern)
- Mission Sauvetage (Chronique de Pern)

2e Passage
- L'Œil du dragon

3e Passage
- La Lignée du dragon

6e Passage
- La Dame aux dragons
- Histoire de Nerilka
- Au-delà de l'Interstice (nouvelle dans Légendes de la fantasy)

9e Passage
- Le Maître Harpiste de Pern
- Messagère de Pern (nouvelle dans Légendes)
- Le Vol du dragon
- La Quête du Dragon
- Le Chant du dragon
- La Chanteuse-dragon de Pern (ou Le dragon chanteur)
- Les Tambours de Pern
- Le Dragon blanc
- The Impression, nouvelle non traduite en français
- The Girl who Heard Dragons, nouvelle non traduite en français
- Les Renégats de Pern
- Tous les Weyrs de Pern
- Les Dauphins de Pern
- Les Ciels de Pern

## Romans constituant le cycle(par ordre de parution aux États-Unis)
- Le Vol du dragon (1971), traduction de Dragonflight (1968), composé de quatre parties :
  - La Quête du Weyr, traduction de Weyr Search (1967)
  - Le Vol du Dragon, traduction de Dragonrider (1967)
  - Poussières, traduction de Dust Fall (1968)
  - Le Froid Interstitiel, traduction de The Cold Between (1968)
- La Quête du dragon (1972), traduction de Dragonquest (1971)
- Le Plus Petit des Dragonniers, traduction de The Smallest Dragonboy (1973). Cette nouvelle est parue originellement dans le recueil Get off the Unicorn et elle a été traduite dans le recueil La Dame de la Haute Tour.
- A Time When (1975), nouvelle non traduite en français, est devenue la première partie du roman Le Dragon blanc.
- Le Chant du dragon (1988), traduction de Dragonsong (1976)
- La Chanteuse-dragon de Pern (ou Le dragon chanteur) (1989), traduction de Dragonsinger (1977)
- Le Dragon blanc (1989), traduction de The White Dragon (1978)
- Les Tambours de Pern (1989), traduction de Dragondrums (1979)
- La Dame aux dragons (1990), traduction de Moreta: Dragonlady of Pern (1983)
- The Atlas of Pern (1984) est un guide (plus précisément un atlas) non traduit en français, écrit par Karen Wynn Fonstad sous la supervision d'Anne McCaffrey.
- The Girl who Heard Dragons (1986), nouvelle non traduite en français, a donné son nom au recueil The Girl who Heard Dragons (1994).
- Histoire de Nerilka (1990), traduction de Nerilka's Story (1986)
- The People of Pern (1988), est un guide non traduit en français, écrit par Robin Wood en collaboration avec Anne McCaffrey.
- L'Aube des dragons (1990), traduction de Dragonsdawn (1988)
- Le Dragonslover's Guide to Pern (1989) est un guide non traduit en français, écrit par Jody Lynn Nye sous la supervision d'Anne McCaffrey. Une seconde édition, augmentée de plusieurs chapitres, est parue en 1997. Ce guide contient :
  - The Impression (1989), nouvelle non traduite en français.
- Les Renégats de Pern (1991), traduction de The Renegades of Pern (1989)
- Tous les Weyrs de Pern (1992), traduction de All the Weyrs of Pern (1991)
- Les Chroniques de Pern : La Chute des Fils (1995), traduction de The Chronicles of Pern: First Fall (1993), est un recueil de nouvelles composé de :
  - Première reconnaissance : P.E.R.N., traduction de The Survey: P.E.R.N. (1993)
  - La Cloche des Dauphins, traduction de The Dolphins' Bell (1993)
  - Le Fort de Red Hanrahan, traduction de The Ford of Red Hanrahan (1993)
  - Le Deuxième Weyr, traduction de The Second Weyr (1993)
  - Mission sauvetage, traduction de Rescue Run (1991)
- Les Dauphins de Pern (1996), traduction de The Dolphins of Pern (1994)
- L'Œil du dragon (1998), traduction de Red Star Rising (nom du volume grand format paru au Royaume-Uni en 1996) / Red Star Rising: Second Chronicles of Pern (nom du volume en poche paru au Royaume-Uni) / Dragon's eye (nom du volume paru aux États-Unis en 1997)
- Le Maître-Harpiste de Pern (2000), traduction de The Masterharper of Pern (1998)
- Messagère de Pern (1999), traduction de Runner of Pern (1998). Cette nouvelle est parue originellement dans l'anthologie Legends: short novels by the masters of modern fantasy de Robert Silverberg (1998) et elle a été traduite dans l'anthologie française Légendes (1999).
- Les Ciels de Pern (2003), traduction de The Skies of Pern (2001)
- A Gift of Dragons (2002), recueil de nouvelles non traduit en français, composé :
  - des rééditions de The Smallest Dragonboy (1973), The Girl Who Heard Dragons (1986) et The Runner of Pern (1998),
  - et d'une nouvelle inédite, Ever the Twain (2002)
- La Lignée du dragon (2007) traduction de Dragon's Kin (2003), écrit avec son fils Todd McCaffrey
- Au-delà de l'Interstice (2005), traduction de Beyond Between (2004). Cette nouvelle est parue originellement dans l'anthologie Legends II: new short novels by the masters of modern fantasy de Robert Silverberg et elle a été traduite dans le premier volume de l'anthologie française Légendes de la fantasy.
- Dragonsblood (2005), roman non traduit en français écrit par Todd McCaffrey avec l'accord d'Anne McCaffrey
- Dragon's Fire (2006), roman non traduit en français écrit avec Todd McCaffrey
- Dragon's Harper (2007), roman non traduit en français écrit avec Todd McCaffrey
- Dragonheart (2008), roman non traduit en français écrit avec Todd McCaffrey
- Dragongirl (2010), roman non traduit en français écrit avec Todd McCaffrey
- Dragon's Time (2011), roman non traduit en français écrit avec Todd McCaffrey
- Sky Dragons (2012), roman non traduit en français écrit avec Todd McCaffrey
- Dragon's Code (2018), roman non traduit en français écrit par Gigi McCaffrey, la fille d'Anne McCaffrey

Deux « livres dont vous êtes le héros » et un comics en trois épisodes adaptant les premiers romans de la série sont parus avec l'accord d'Anne McCaffrey.
Note : La date qui suit le titre français est celle de la première publication dans cette langue.

## Adaptations en jeux vidéo
Une première adaptation du roman en jeu vidéo, baptisée Dragonriders of Pern, est publié par Epyx en 1983 sur Atari 8-bit et Commodore 64. Le jeu se focalise sur la stratégie et la diplomatie, le joueur devant former des alliances entre différentes factions, mais inclut également des séquences d’actions lors desquelles le joueur est amené à combattre directement ses ennemis,. Une nouvelle adaptation est publiée par Ubisoft en 2001 sur DreamCast et PC sous le titre Dragonriders: Chronicles of Pern. Inspiré de l'ensemble de La Ballade de Pern, le jeu ne parvient pas à convaincre la communauté de joueurs. En cause, une réalisation et un gameplay jugés poussifs, des quêtes trop nombreuses et considérées sans intérêt, et un scénario ne parvenant vraisemblablement pas à rendre hommage à l'univers magistral dont il est issu,,.